# آسفلير
آسفلير (بالإنجليزية: Ásvellir)‏ هو ملعب رياضي في هافنارفيوردور، آيسلندا مع صالة رياضية ومسبح وملعب لكرة القدم.
قبل عقدين في عام 1996 وقعت شركة ومجلس هافنارفيورور اتفاقية لدعم بناء المجمع. وانتهى بنائه عام 1999، وبدأ في استضافة البطولات عام 2000.[بحاجة لمصدر]